# Rybackoje
Rybackoje (ros. Рыба́цкое) – dziesiąta i ostatnia stacja linii Newsko-Wasileostrowskiej, znajdującego się w Petersburgu systemu metra.

## Charakterystyka
Otwarcie stacji Rybackoje nastąpiło 28 grudnia 1984 roku i została ona wzniesiona jako stacja typu naziemnego. Autorami projektu architektonicznego obecnej postaci stacji są: A. S. Gieckin (А. С. Гецкин), N. W. Romaszkin-Timanow (Н. В. Ромашкин-Тиманов) i K. G. Leontjewa (К. Г. Леонтьева). Zlokalizowana jest ona m.in. przy ulicach Tiepłowoznajej i Pribrieżnajej, na terenie historycznego obszaru miasta znanego jako Rybackoje, który użyczył nazwy stacji. Jej powstanie jest związane z ulokowaniem na tym obszarze nowych, wielkich osiedli mieszkaniowych. Miało to udrożnić i ułatwić komunikację tego terenu miasta nad Newą z jego centrum. Rybackoje jest połączone ze stacją kolejową o tej samej nazwie. Jej projekt architektoniczny jest bardzo podobny do stacji Kupczino z linii Moskiewsko-Piotrogrodzkiej. Mimo że stacja nie znajduje się pod ziemią to i tak zamontowane zostały tutaj ruchome schody. Rybackoje dysponuje trzema peronami, w tym dwoma dla pasażerów, a jednym technicznym. Posadzki wyłożone zostały płytami z szarego granitu. Ściany i kolumny ozdabiają elementy wykonane z białego i szarego marmuru. Na jednej ze ścian zamontowane zostały także balkony, ale pasażerowie nie mają do nich dostępu. Z peronami stacji kolejowej łączą ją dwa tunele, ale tylko jeden jest dostępny dla pasażerów, podczas gdy drugi wykorzystywany jest jako przestrzeń magazynowa.  
Od 1 maja 2001 roku do 2 kwietnia 2002 roku stacja była zamknięta. W tym czasie przeprowadzony został na niej remont, wymieniono m.in. przestarzałe i zniszczone elementy, usunięto ruchome schody zastępując je zwykłymi oraz naprawiając przejścia między peronami. Możliwa jest przesiadka do naziemnego transportu kolejowego poprzez wspomnianą stację kolejową. Ruch pociągów odbywa się tutaj od godziny 5:36 do godziny 0:05 i w tym czasie jest ona dostępna dla pasażerów.